# НВЛ-жени сезон 2017-2018

## Отбори
Почти всеки сезон броят на отборите, заявили участие в НВЛ-жени, е различен. За сезон 2017 – 2018 са 7 отбора.
• 7 отбора играят редовен сезон по система всеки-срещу-всеки на разменено гостуване.
• Следват плейофи с участието на всички седем отбора – четвъртфинални, полуфинални и финален.
• Плейофите се играят до 2 победи от максимум 3 мача.
• Победителят във финалния плейоф става шампион на България; останалите отбори се класират според подреждането си от редовния сезон.
• За победа с 3 – 0 или 3 – 1 гейма се присъждат 3 т.
• За победа с 3 – 2 гейма се присъждат 2 т., за загуба с 2 – 3 гейма се присъжда 1 т.
• За загуба с 0 – 3 или 1 – 3 гейма се присъжда 0 т.
- ВК ЦСКА София
- ВК Левски София
- ВК Славия
- ВК Марица (Пловдив)
- ВК Берое Ст. Загора
- ВК Казанлък Волей
- ВК Раковски Димитровград

## Класиране
| Поз | Отбор                    | М  | П  | З  | СГ | ЗГ | ГС     | Т  | Класиране в  |
| --- | ------------------------ | -- | -- | -- | -- | -- | ------ | -- | ------------ |
| 1   | ВК Марица (Пловдив)      | 12 | 12 | 0  | 36 | 6  | 6.0000 | 35 | Полуфинал    |
| 2   | ВК Левски София          | 12 | 8  | 4  | 28 | 18 | 1.5556 | 23 | Четвъртфинал |
| 3   | ВК ЦСКА София            | 12 | 7  | 5  | 26 | 17 | 1.5294 | 22 | Четвъртфинал |
| 4   | ВК Берое Ст. Загора      | 12 | 7  | 5  | 25 | 17 | 1.4706 | 22 | Четвъртфинал |
| 5   | ВК Раковски Димитровград | 12 | 5  | 7  | 17 | 26 | 0.6538 | 14 | Четвъртфинал |
| 6   | ВК Славия                | 12 | 2  | 10 | 11 | 32 | 0.3438 | 7  | Четвъртфинал |
| 7   | ВК Казанлък Волей        | 12 | 1  | 11 | 8  | 35 | 0.2286 | 3  | Четвъртфинал |

## Плейофи
Плейофите започват след изиграването на всичките 12 мача от редовния сезон.
Завършилият на 1-во място се класира за полуфиналите а останалите 6 отбора се разпределят във,3 четвъртфинални двойки който определят 3-те полуфиналиста, играе се 2 победи от 3 мача.
Плеофите в Национална волейболна лига – жени започват седмица след приключване на редовния сезон, който завършва на 1 март 2018 г. Регламентът предвижда първенецът от редовния сезон Марица (Пловдив) да почива в 1/4 финалните плейофи. Така този етап се провежда по схемата 2 – 7, 3 – 6 и 4 – 5. Играе се до две победи от три мача. Срещите са предвидени за 6, 8 и при достигане до трети мач на 10 март 2018 г.
Марица се включва в полуфиналната фаза, където ще има за съперник победителят от двойката между четвъртият и петият от 1/4 финалните плейофи. Срещите от 1/2 финалите са насрочени за 13, 16 и 19 март.
Спорът за титлата също е до две победи от три мача, като мачовете са предвидени за 22, 25 и 28 март. Така най-късно на 28 март ще стане ясен шампионът за сезон 2017/2018 при жените.
| Домакин           | Резултат | Гост              |
| ----------------- | -------- | ----------------- |
| ВК Левски София   | 3:0 *    | ВК Казанлък Волей |
| ВК Казанлък Волей | 0:3 *    | ВК Левски София   |

| Домакин       | Резултат | Гост          |
| ------------- | -------- | ------------- |
| ВК ЦСКА София | 3:0 *    | ВК Славия     |
| ВК Славия     | 0:3 *    | ВК ЦСКА София |

| Домакин                  | Резултат | Гост                     |
| ------------------------ | -------- | ------------------------ |
| ВК Берое Ст. Загора      | 3:1 *    | ВК Раковски Димитровград |
| ВК Раковски Димитровград | 1:3 *    | ВК Берое Ст. Загора      |

| Домакин                | Резултат | Гост                   |
| ---------------------- | -------- | ---------------------- |
| ВК Марица (Пловдив) РС | 3:0 *    | ВК Берое Ст. Загора    |
| ВК Берое Ст. Загора    | 1:3 *    | ВК Марица (Пловдив) РС |

| Домакин         | Резултат | Гост            |
| --------------- | -------- | --------------- |
| ВК Левски София | 3:1 *    | ВК ЦСКА София   |
| ВК ЦСКА София   | 1:3 *    | ВК Левски София |

| Домакин             | Резултат | Гост                |
| ------------------- | -------- | ------------------- |
| ВК Марица (Пловдив) | 3:0 *    | ВК Левски София     |
| ВК Левски София     | 0:3 *    | ВК Марица (Пловдив) |

| Шампион на България 2017/18    |
| ------------------------------ |
| ВК Марица (Пловдив) 4-та титла |